# Jeździectwo na Letnich Igrzyskach Olimpijskich 1948 – ujeżdżenie indywidualnie
Konkurencja ujeżdżenia podczas XIV Letnich Igrzysk Olimpijskich została rozegrana między 9 - 10 sierpnia 1948 roku. Wystartowało 19 zawodników z 9 krajów.

## Format
Zawodnik wykonywał przejazd z pamięci w odpowiedniej kolejności ruchów. Przejazd powinien zakończyć się ciągu 13 minut. Za każdą rozpoczętą sekundę ponad limit czasu zawodnik otrzymywał 0,5 pkt karnego.

## Wyniki
| Pozycja | Jeździec                 | Kraj              | Koń           | Sędzia    | Sędzia    | Sędzia    | Łącznie |
| Pozycja | Jeździec                 | Kraj              | Koń           | Sędzia #1 | Sędzia #2 | Sędzia #3 | Łącznie |
| ------- | ------------------------ | ----------------- | ------------- | --------- | --------- | --------- | ------- |
| 1.      | Hans Moser               | Szwajcaria        | Hummer        | 164,0     | 160,0     | 168,5     | 492,5   |
| 2.      | André Jousseaume         | Francja           | Harpagon      | 176,0     | 157,0     | 147,0     | 488,0   |
| 3.      | Gustaf Adolf Boltenstern | Szwecja           | Trumf         | 167,5     | 171,0     | 139,0     | 477,5   |
| 4.      | Robert Borg              | Stany Zjednoczone | Klingsor      | 179,0     | 147,5     | 147,0     | 473,5   |
| 5.      | Henri Saint Cyr          | Szwecja           | Djinn         | 144,5     | 170,0     | 130,0     | 444,5   |
| 6.      | Jean Saint-Fort Paillard | Francja           | Sous les Ceps | 162,5     | 151,0     | 126,0     | 439,5   |
| 7.      | Alois Podhajsky          | Austria           | Teja          | 149,5     | 150,0     | 138,0     | 437,5   |
| 8.      | Earl Foster Thomson      | Stany Zjednoczone | Pancraft      | 146,0     | 145,0     | 130,0     | 421,0   |
| 9.      | Fernando Paes            | Portugalia        | Matamas       | 145,0     | 134,0     | 132,0     | 411,0   |
| 10.     | Francisco Valadas        | Portugalia        | Feitico       | 143,5     | 133,5     | 128,0     | 405,0   |
| 11.     | Justo Iturralde          | Argentyna         | Pajarito      | 126,5     | 152,0     | 118,5     | 397,0   |
| 12.     | Luís Mena e Silva        | Portugalia        | Fascinante    | 116,0     | 123,0     | 127,0     | 366,0   |
| 13.     | Frank Henry              | Stany Zjednoczone | Reno Overto   | 129,0     | 126,0     | 106,5     | 361,5   |
| 14.     | Carlos Kirkpatrick       | Hiszpania         | Yanta         | 12,65     | 114,0     | 112,5     | 353,0   |
| 15.     | Maurice Buret            | Francja           | Saint Quen    | 132,5     | 90,0      | 127,0     | 349,5   |
| 16.     | Humberto Terzano         | Argentyna         | Bienvenido    | 111,5     | 106,5     | 109,0     | 327,0   |
| 17.     | Oscar Goulú              | Argentyna         | Grillo        | 96,0      | 98,5      | 87,0      | 281,5   |
| 18.     | Gabriel Gracida          | Meksyk            | Kamcia        | 83,5      | 87,5      | 77,5      | 248,5   |
| -       | Gehnäll Persson          | Szwecja           | Knaust        | 146,0     | 164,5     | 133,5     | DSQ     |